# Arrondissement de Moissac
L'arrondissement de Moissac est une ancienne subdivision administrative française du département du Tarn créée  par la loi du 28 pluviôse an VIII (17 février 1800) sur l'administration locale (création des préfectures et des fonctions de préfet), et supprimée le 10 septembre 1926. Les cantons furent rattachés à l'arrondissement de Castelsarrasin.

## Composition
Il comprenait les cantons de Auvillar, Bourg-de-Visa, Lauzerte, Moissac (deux cantons), Montaigu-de-Quercy et Valence. 

## Sous-préfets
| Période           | Période           | Identité                             | Fonction précédente                                    | Observation                                                                                   |
| ----------------- | ----------------- | ------------------------------------ | ------------------------------------------------------ | --------------------------------------------------------------------------------------------- |
|                   |                   |                                      |                                                        |                                                                                               |
| 1816              |                   | Jacques Antoine Delbreil de Scorbiac |                                                        |                                                                                               |
| 3 août 1857       | 18 novembre 1863  | Jean Mila de Cabarieu                | Sous-préfet de Marennes                                | Nommé secrétaire général de la préfecture de la Meurthe                                       |
| 20 décembre 1863  | 12 mars 1868      | Antoine Brassier                     | Sous-préfet de Saint-Affrique                          | Nommé secrétaire général de la préfecture du Nord                                             |
| 12 mars 1868      | 14 octobre 1870   | Louis Chassoux                       | Sous-préfet de Millau                                  | Nommé sous-préfet de Confolens                                                                |
|                   |                   |                                      |                                                        |                                                                                               |
| 21 février 1877   | 24 mai 1877       | H. Chartier                          | Secrétaire général de la préfecture de Saône-et-Loire. | Appelé à d'autres fonctions.                                                                  |
| 24 mai 1877       | 31 mai 1877       | Paul de Chamberet                    | Sous-préfet de Provins                                 | Nommé Sous-préfet de Mayenne                                                                  |
|                   |                   |                                      |                                                        |                                                                                               |
| 12 janvier 1880   | 30 mars 1881      | Pierre Anglade                       | Sous-préfet de Barbezieux                              | Nommé sous-préfet de Lodève                                                                   |
| 30 mars 1881      | 1885              | Gabriel Pajot                        | Sous-préfet de Sancerre                                | Mort en fonction                                                                              |
| 2 mars 1885       | 1er décembre 1888 | Henri Chastenet                      | Sous-préfet de Gourdon                                 | Nommé sous-préfet de Saint-Quentin                                                            |
| 1er décembre 1888 | 31 juillet 1894   | Honoré Leygue                        | Sous-préfet de Sisteron                                | Nommé sous-préfet de Sancerre                                                                 |
| 31 juillet 1894   | 28 février 1896   | Joseph Sabail                        | Sous-préfet de Castelsarrasin                          | Nommé sous-préfet de Lodève                                                                   |
| 28 février 1896   | 13 septembre 1897 | Jean-Baptiste Décamps                | Sous-préfet d'Apt                                      | Remplacé                                                                                      |
| 13 septembre 1897 | 29 mars 1906      | François Blachon                     | Sous-préfet d'Avranches                                | Nommé sous-préfet de Sens                                                                     |
| 29 mars 1906      | 21 juillet 1909   | Gaston Malherbe                      | Sous-préfet de Castelsarrasin                          | Nommé secrétaire général de la préfecture du Doub non installé. Revient 2 semaines plus tard. |
| 21 juillet 1909   | 3 août 1909       | Guillaume Lauzerain                  | Sous-préfet de Remiremont                              | Nommé sous-préfet du Vigan                                                                    |
| 3 août 1909       | 20 octobre 1911   | Gaston Malherbe                      |                                                        | Nommé sous-préfet de Morlaix                                                                  |
| 20 octobre 1911   | 25 novembre 1911  | Clément Gola                         | Sous-préfet de Pontivy                                 | Non installé. Reste à Pontivy.                                                                |
| 25 novembre 1911  | 20 février 1915   | Henri Flach                          | Sous-préfet de Castellane                              | Nommé sous-préfet de Bayeux                                                                   |
| 20 février 1915   | 2 avril 1915      | André Nicolas                        |                                                        | Mobilisé pour la guerre                                                                       |
|                   |                   |                                      |                                                        |                                                                                               |
| 2 avril 1918      | 9 mai 1918        | Auguste Souchier                     | Chef de cabinet du préfet de Tarn-et-Garonne           | Nommé secrétaire général de la préfecture du Lot                                              |
| 9 mai 1918        | 8 juin 1918       | Louis Baron                          | Secrétaire général de la préfecture du Lot             | Sous-préfet par intérim. Nommé sous-préfet de Semur                                           |
| 8 juin 1918       | 20 février 1921   | Jean Salavert                        | Conseiller de préfecture de Tarn-et-Garonne            | Nommé secrétaire général de la préfecture de la Manche                                        |
| 20 février 1921   | 4 mars 1921       | Philippe Fleury                      | Sous-préfet d'Orthez                                   | Mis en disponibilité                                                                          |
| 4 mars 1921       | 8 septembre 1924  | Léon Beaugrand                       | Sous-préfet de Briançon                                | Nommé sous-préfet de Domfront                                                                 |
|                   |                   |                                      |                                                        |                                                                                               |
| 11 janvier 1926   | 22 septembre 1926 | Joseph Terral                        | Sous-préfet de Lombez                                  | Rattaché à la préfecture de Tarn-et-Garonne à la fermeture de la sous-préfecture              |

## Liens
- « L'almanach impérial pour l'année 1810 - Chapitre X : Organisation administrative »